# The Quarry Mystery
The Quarry Mystery è un cortometraggio muto del 1914 diretto da Cecil M. Hepworth.

## Trama
Un detective dimostra che un fabbro non è l'assassino di un debitore.

## Produzione
Il film fu prodotto dalla Hepworth.

## Distribuzione
Distribuito dalla Hepworth, il film - un cortometraggio in due bobine - uscì nelle sale cinematografiche britanniche nel novembre 1914.
Si pensa che sia andato distrutto nel 1924 insieme a gran parte degli altri film della Hepworth. Il produttore, in gravissime difficoltà finanziarie, pensò in questo modo di poter almeno recuperare l'argento dal nitrato delle pellicole.